# Ernest Hinds

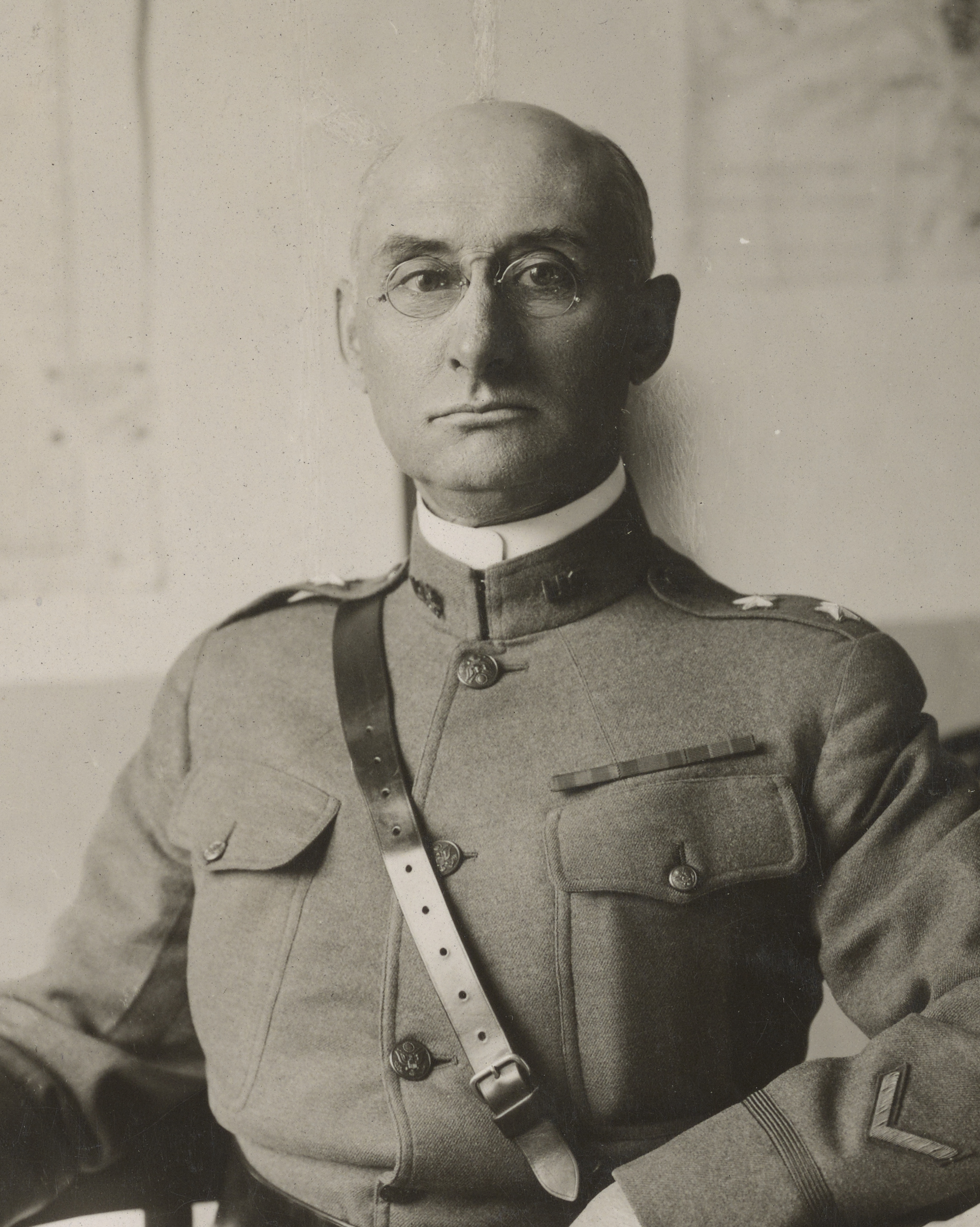
Ernest Hinds

Ernest Hinds (* 18. August 1864 in Red Hill, Marshall County, Alabama; † 17. Juni 1941 in San Antonio, Bexar County, Texas) war ein Generalmajor der United States Army.
Ernest Hinds war der Sohn von Byram Wilburn Hinds (1837–1906) und dessen Frau Margaret Rebecca Pickett (1844–1904). Der Vater war während des Amerikanischen Bürgerkriegs Militärarzt im Heer der Konföderation. Unter den Geschwistern von Ernest Hinds war auch Alfred Walton Hinds (1874–1957), ein Offizier der United States Navy, der von September 1913 bis März 1914 als Marinegouverneur von Guam amtierte.
Ernest Hinds besuchte die öffentlichen Schulen seiner Heimat. Nach der High School durchlief er in den Jahren 1883 bis 1887 die United States Military Academy in West Point. Nach seiner Graduation wurde er als Leutnant der Artillerie zugeteilt. In der Armee durchlief er anschließend alle Offiziersränge bis zum Zwei-Sterne-General.
In seinen jüngeren Jahren absolvierte er den für Offiziere in den niederen Rangstufen üblichen Dienst in verschiedenen Einheiten und Standorten. Im weiteren Verlauf seiner Laufbahn kommandierte er Einheiten auf fast allen militärischen Ebenen. Zwischenzeitlich wurde er auch als Stabsoffizier eingesetzt. Zwischen 1896 und 1896 absolvierte er den Artillery Officers' Course in Fort Monroe in Virginia. 
Während des Spanisch-Amerikanischen Kriegs kommandierte er eine Kompanie auf Kuba. Anschließend war er auch im Philippinisch-Amerikanischen Krieg eingesetzt und für einige Monate auf den Philippinen stationiert. In den folgenden Jahren tat er an verschiedenen Standorten in den Vereinigten Staaten Dienst. Dazu gehörte auch eine Verwendung als Stabsoffizier in Washington, D.C. Von 1909 bis 1911 war er Stabsoffizier bei den amerikanischen Truppen auf den Philippinen in Manila. Danach absolvierte er die School of Fire der Feldartillerie und den Field Officers' Course. Zwischen Dezember 1914 und Juli 1917 war er ein weiteres Mal auf den Philippinen: als Stabschef im Hauptquartier der dortigen US-Truppen. Ab dem 1. Juli 1916 bekleidete er den Rang eines Obersts.
Ab 1917 nahm Hinds auch an den Ereignissen des Ersten Weltkriegs teil. Er gehörte den Amerikanischen Expeditionsstreitkräften an und leitete zunächst eine Artillerieschule in Saumur. Von Januar bis März 1918 kommandierte er die Artillerie des I. Korps. Nach seiner Beförderung zum Generalmajor (zunächst auf Zeit) übernahm er das Kommando über die gesamte Artillerie der amerikanischen Expeditionsstreitkräfte. Nach dem Kriegsende gehörte Hinds bis Juni 1919 den amerikanischen Besatzungstruppen in Deutschland an.
Anschließend kehrte er in die Vereinigten Staaten zurück, wo er zunächst auf den Rang eines Obersts zurückgestuft wurde. Solche Rückstufungen waren damals nicht ungewöhnlich. Die während des Kriegs verliehenen höheren Grade waren in der Regel zeitlich befristet und von der National Army verliehen. Diese bestand aus der regulären Armee, die durch Einheiten der Nationalgarden und Freiwilligen Einheiten erweitert wurde. Nach dem Krieg erhielten diese Offiziere in der Regel ihre alten Dienstgrade der regulären U.S.-Army zurück.
Von Oktober 1919 bis Juli 1923 kommandierte Ernest Hinds die Field Artillery School in Fort Sill in Oklahoma. Im Dezember 1922 erreichte er permanent den Rang eines Generalmajors. Von September 1923 bis Mai 1925 hatte er den Oberbefehl über die 2. Infanteriedivision, die in Fort Sam Houston in Texas stationiert war. Anschließend kommandierte er bis Anfang Januar 1928 die Eight Corps Area die ebenfalls in Fort Sam Houston ansässig war. Anschließend ging er auf eigenen Wunsch in den Ruhestand. Nur wenige Monate später hätte er ohnehin die Altersgrenze für Soldaten erreicht.
Ernest Hinds verbrachte seinen Lebensabend in San Antonio in Texas. Dort arbeitete er für die United Services Automobile Association. Ab 1934 saß er zudem im Vorstand der South Texas National Bank. Er starb am 17. Juni 1941 und wurde auf dem Fort Sam Houston National Cemetery beigesetzt.

## Orden und Auszeichnungen
Ernest Hinds erhielt im Lauf seiner militärischen Laufbahn unter anderem folgende Auszeichnungen:
- Army Distinguished Service Medal
- Orden Leopolds II. (Belgien)
- Orden der Ehrenlegion (Frankreich)
- Croix de Guerre (Frankreich)
- Orden der Heiligen Mauritius und Lazarus (Italien)